# Insertio velamentosa

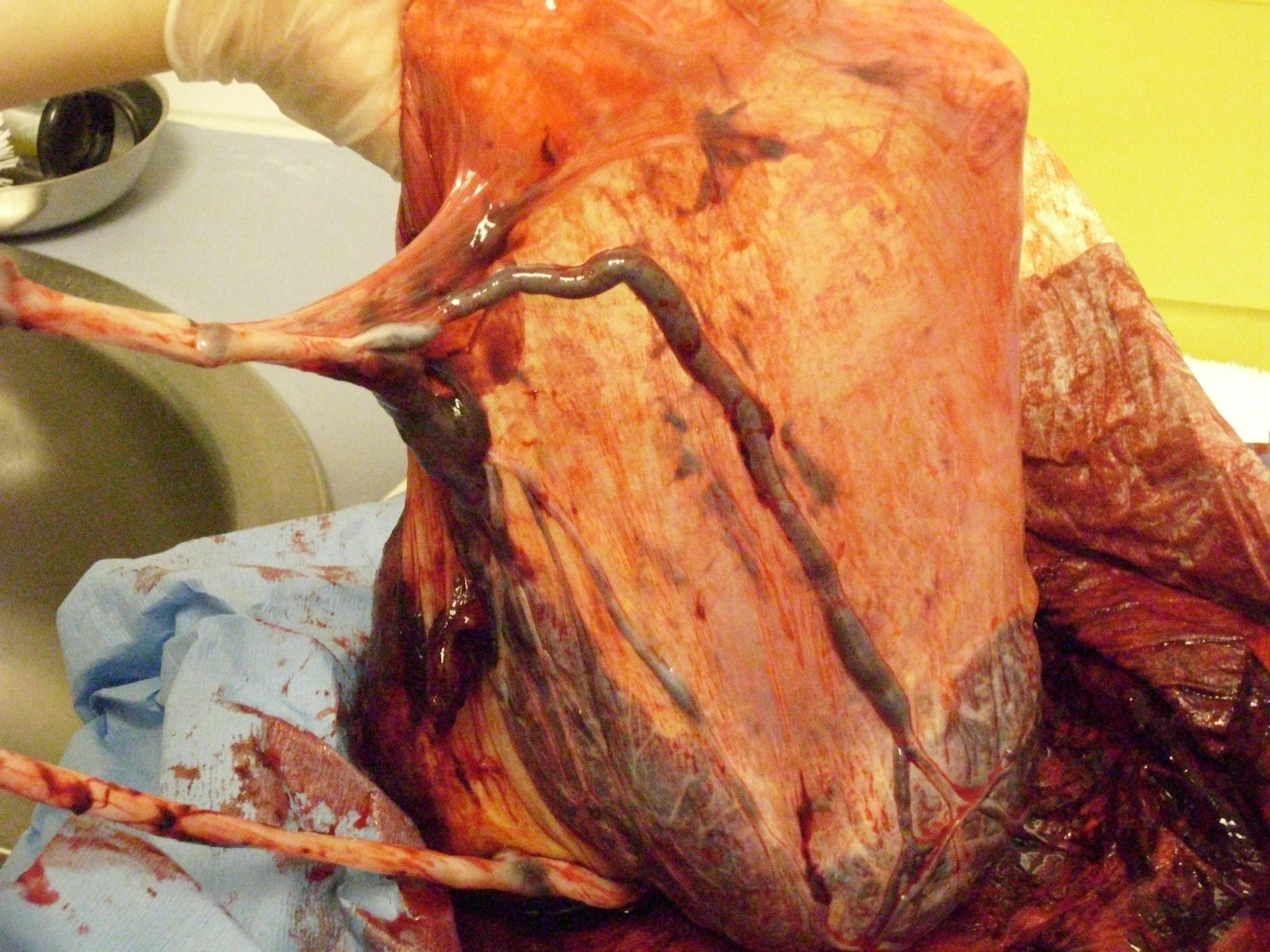
Nabelschnuransatz und Gefäßverlauf auf den Eihäuten

Unter einer Insertio velamentosa (von lat.: insertio, insertionis (f): Einsetzen, Ansatz und lat.: velamentum, velamenti (n): Hülle) versteht man in der Geburtshilfe eine Ansatzanomalie der Nabelschnur, bei der die Gefäße frei über die Eihäute verlaufen. Sie steht im Gegensatz zu den physiologischen, unmittelbar am Mutterkuchen ansetzenden Nabelschnurinsertionen.

## Epidemiologie
Mit einer Häufigkeit von etwa einem Prozent aller Einlingsschwangerschaften handelt es sich bei der Insertio velamentosa um eine verhältnismäßig selten vorkommende Anomalie. Die Wahrscheinlichkeit erhöht sich im Rahmen einer Mehrlingsschwangerschaft. Die Diagnose wird meist als Zufallsbefund nach der Geburt des Mutterkuchens gestellt und ist in den wenigsten Fällen vor Einsetzen des Blasensprungs erkennbar.

## Mögliche Komplikationen
Aufgrund des ungeschützten Verlaufs der Nabelschnurgefäße kann es in einem frühen Stadium der Schwangerschaft durch Kompressionen und einer damit verbundenen reduzierten Blutzufuhr zu nicht chromosomal bedingten Fehlbildungen des Kindes kommen. Im weiteren Verlauf der Schwangerschaft ist möglicherweise eine Mangelentwicklung festzustellen. Gegen Ende der Schwangerschaft und während der Geburt kann ein komprimiertes Gefäß einen Sauerstoffmangel des Kindes hervorrufen. Das Risiko ist vor allem dann erhöht, wenn sich die Gefäße in der Nähe des Muttermunds befinden. Ein Blasensprung kann in seltenen Fällen zur Verletzung eines oder mehrerer dieser Gefäße führen, die je nach Ausmaß eine starke Blutung zur Folge haben. Da es sich hierbei ausschließlich um das Blut des Kindes handelt, besteht für das Ungeborene akute Lebensgefahr durch Verblutung.

## Symptomatik
Im Rahmen der vaginalen Untersuchung können bei geöffnetem Muttermund pulsierende Gefäße auf den Eihäuten zu tasten sein. Mit Einsetzen des Blasensprungs tritt eine vaginale Blutung auf, das CTG zeigt signifikante Verlangsamungen der kindlichen Herzfrequenz an. Der Kreislaufzustand der Mutter bleibt indes stabil.

## Therapie
Die Dringlichkeit der Blutungskomplikation nach einer erfolgten Gefäßverletzung erfordert eine sofortige Entbindung. Steht die Geburt bei tiefstehendem Kopf unmittelbar bevor, kann diese mithilfe eines vaginal operativen Verfahrens wie Vakuumextraktion oder Geburtszange beschleunigt werden. In allen anderen Fällen ist bei noch lebendem Kind ein notfallmäßiger Kaiserschnitt angezeigt. Abhängig vom Blutverlust des Kindes sind intensivmedizinische Versorgung und Bluttransfusionen notwendig.

## Prognose
Bei einem Gefässriss mit nachfolgender starker Blutung ist die Prognose für das Kind als sehr ungünstig einzustufen. Wurde die Insertio velamentosa per Zufallsbefund nach einer komplikationslosen Geburt diagnostiziert, hat das Kind in der Regel keine gesundheitlichen Schäden zu erwarten. Die Wahrscheinlichkeit, dass sich diese Anomalie in der Folgeschwangerschaft wiederholt, ist äußerst gering.

## Quelle
- Willibald Pschyrembel (Begr.), Joachim Dudenhausen (Bearb.): Pschyrembel. Praktische Geburtshilfe. Verlag Walter de Gruyter, Berlin 2008, ISBN 978-3-11-019074-8.